# Charlotte Lindholm
Charlotte Lindholm ist eine von Maria Furtwängler gespielte fiktive Hauptkommissarin aus der Krimi-Reihe Tatort. Sie ermittelt in Hannover sowie in Dörfern und Städten in Niedersachsen, seit 2019 in Göttingen. Lindholm ist Kriminalhauptkommissarin und arbeitete als Fahnderin für das Landeskriminalamt Niedersachsen, bis sie nach Göttingen strafversetzt wurde. Ihr erster Fall Lastrumer Mischung wurde im April 2002 ausgestrahlt.

## Hintergrund
Ermittlungs- und Drehorte waren neben der Landeshauptstadt Hannover weitere Städte und Dörfer in Niedersachsen. 2019 wechselte Lindholm vom LKA Niedersachsen zur Kripo Göttingen.  Maria Furtwängler konnte das Profil ihrer Figur mitgestalten, auch hinsichtlich Charlottes Liebes- und Privatleben.

## Figuren

### Charlotte Lindholm
Charlotte Lindholm wurde am 15. September 1968 in Lüneburg geboren, wo ihre Eltern eine Apotheke führten. Sie wuchs in der kleinen Stadt auf und besuchte dort Kindergarten und Schule. Charlotte war kein einfaches Kind, sie spielte den Nachbarn diverse Streiche und ließ auch schon mal im Supermarkt einen Schokoriegel mitgehen. Im Ort wurde sie als „wilde Lotte“ tituliert.
Schon früh engagierte sie sich gegen Atomkraft. Ihrer damals besten Freundin Manu Seehausen (Karoline Eichhorn) spannte sie den Freund aus. Nachdem sie nach bestandenem Abitur erst einmal ein Medizinstudium in Göttingen aufnahm und 18-jährig ihren wesentlich älteren Professor heiratete, entschied sie sich um und besuchte die Polizeischule in Hann. Münden, um als Quereinsteigerin eine Ausbildung im gehobenen Polizeidienst zu beginnen. Ihre Ausbildung schloss sie als Jahrgangsbeste ab. Danach arbeitete sie beim Landeskriminalamt in Hannover. Ihre dienstlichen Ermittlungen führen sie in diverse Städte und Dörfer in Niedersachsen. Außerdem unterrichtet die Hauptkommissarin auch an der Polizeiakademie Niedersachsen.
Da der Innendienst nicht Lindholms Sache ist, ist sie froh, an immer wieder neuen Orten wechselnde Aufgaben bewältigen zu müssen. Ihre Teamfähigkeit ist „gleich null“, wie es ihr Chef, Kriminaldirektor Stefan Bitomsky, ausgedrückt hat, weshalb es ihrer Arbeitsweise entgegenkommt, mit wechselnden Kollegen zu tun zu haben. Lindholm wird jedoch häufig von unbeholfenen Polizisten unterstützt, die sie in der Regel am Tatort kennenlernt. Diese sind entweder mit der Situation überfordert oder so gut in die Dorfgemeinschaft integriert, dass sie Lindholms Arbeit eher behindern, anstatt sie zu unterstützen. Dennoch versucht Charlotte Lindholm, diese Kollegen im Rahmen von deren Möglichkeiten in die Ermittlungen einzubinden.
Lindholm ermittelt sachlich und zielgerichtet, ist souverän in ihrem Auftreten und lässt auch ihren Humor immer mal wieder durchblitzen. Sie ist ehrgeizig und gibt nicht auf, bis sie einen Fall gelöst hat. Meist ist sie sportlich-praktisch gekleidet und tritt uneitel auf.
Nach ihrer zwei Jahre dauernden Ehe ließ Lindholm sich von ihrem untreuen Ehemann scheiden und zog in die geräumige Wohnung ihres damaligen Kommilitonen Martin Felser, der sie umsorgte und immer ein offenes Ohr für sie hatte. Auch ihren Sammeltick akzeptierte er und versuchte, Ordnung in ihr Chaos zu bringen. Obwohl Martin mehr in ihr sah als nur die gute Freundin, kam es nie zu einer Liebesbeziehung. Für Charlotte ist Martin ein besonderer Freund, der ihr hilft und an den sie sich bei Problemen anlehnen kann und auf den Verlass in jeder Lebenssituation ist.
Zum Leidwesen ihrer Mutter Annemarie nimmt Charlotte es meist als selbstverständlich hin, dass sie und Martin ihr zur Verfügung stehen. Ganz besonders ist das der Fall, nachdem Lindholm nach einer Fortbildung in Spanien, wo sie eine Affäre mit einem Kollegen aus dem katalanischen Sitges hatte, schwanger zurückkommt. Nach der Geburt ihres Sohnes David ist die berufstätige Mutter besonders auf die Hilfe ihrer Mutter und des gutmütigen Martin angewiesen. Ab diesem Zeitpunkt ist Martin noch mehr dafür zuständig, das tägliche Leben mit einem Kleinkind zu organisieren. Als der treue Freund dann ganz überraschend und ohne Vorankündigung aus der Wohnung auszieht und Charlotte mit ihrem Kind sich selbst überlässt, ist das ein schwerer Schlag für die Kommissarin.
Obwohl Lindholm kühl und eher unnahbar wirkt und manchmal auch ziemlich borniert auftritt, wie sie selbst eingesteht, ist sie empfindsam und leidenschaftlich. Sie versucht, die schwierige Situation erst einmal allein zu bewältigen, und zieht sich in sich selbst zurück. Dabei verrennt sie sich auch schon mal. Männer spielten im Leben der Polizistin bisher meist nur eine Episodenrolle. Einmal jedoch schien sie die große Liebe in dem Staatssekretär Tobias Endres (Hannes Jaenicke) gefunden zu haben, den sie in ihrem 5. Fall Märchenwald kennenlernte. Er wurde in der Folge Atemnot erschossen.
Ihr Verhältnis mit Rolf Jacobi (Heikko Deutschmann) endete damit, dass sie ihn verhaften musste. Dem jungen Rechtsmediziner Edgar (David Rott) räumte sie keine Zukunftschance ein. Auch ihre Liebe zu Jan Liebermann (Benjamin Sadler) endet, weil Charlotte davon überzeugt ist, dass sie aufgrund  seiner Vorgeschichte keine Chance hätten. Nachdem ihr in Der Fall Holdt ein folgenschwerer Ermittlungsfehler unterlaufen war, wurde sie nach Göttingen strafversetzt.

### Martin Felser
Der Kriminalschriftsteller Martin Felser, dargestellt von Ingo Naujoks, geboren etwa Mitte der 1960er-Jahre, teilte seine Altbauwohnung in Hannover mit Charlotte Lindholm. Er hegte eine heimliche Liebe zu ihr, umsorgte sie und konnte ihr so gut wie keinen Wunsch abschlagen. Zwischen beiden herrschte ein enges Vertrauensverhältnis. Martin ist schräg, begabt und ein wenig hypochondrisch.
Nach dem Erfolg seiner Kriminalromane wurden ihm Lesungen im In- und Ausland angetragen. Auch lehrte er eine Zeitlang erfolgreich als Gastdozent in Hongkong und war gefragt als Ratgeber für Krimi-Anthologien.
Er war sozusagen Charlottes Fels in der Brandung und stand ihr nicht nur bei der Versorgung von David zur Seite, sondern auch, als sie mit dem Tod von Tobias fertigwerden musste. Charlottes Mutter Annemarie hätte es gern sehen, wenn aus ihrer Tochter und Martin ein Liebespaar geworden wäre. Alle Versuche Martins in diese Richtung wurden jedoch von Charlotte abgeblockt.
Letztlich beschloss Felser, seinen eigenen Weg zu gehen, und verließ die gemeinsame Wohnung, ohne das vorher anzukündigen. Auf Charlottes Bitten um Rückruf reagierte er zunächst nicht. Allerdings telefonierte er weiter regelmäßig mit Annemarie Lindholm und hielt auch Kontakt zu David.

### Anaïs Schmitz
Die impulsive Anaïs Schmitz (Florence Kasumba) ist Lindholms Kollegin in Göttingen. Die Hauptkommissarin hat Probleme, Aggressionen unter Kontrolle zu halten, was ihr im Polizeialltag öfter Probleme bereitet. Das Verhältnis von Lindholm und Schmitz ist zunächst durch gegenseitige Abneigung und Konfrontation geprägt, auch, da beide es gewohnt sind, allein zu ermitteln.

### Weitere Figuren
- Annemarie Lindholm, Charlottes Mutter, Darstellerin: Kathrin Ackermann, Maria Furtwänglers Mutter
- David Lindholm, Charlottes Sohn, Darsteller: Robin Baran Birdal, Julian Kerim, Maris Strauß, Neven Metekol, Oskar Netzel
- Kriminaldirektor Stefan Bitomsky, Charlottes Vorgesetzter beim LKA, Darsteller: Torsten Michaelis

## Fälle
| Fall | Titel                             | Erstausstrahlung | Folge | Drehbuch                                   | Regie                    | Besonderheiten                                                                                           |
| ---- | --------------------------------- | ---------------- | ----- | ------------------------------------------ | ------------------------ | --- |
| 1    | Lastrumer Mischung                | 07. Apr. 2002    | 496   | Volkmar Nebe, T.U. Hemjeoltmanns           | Thomas Jauch             | Erster Fall in Hannover                                                                                  |
| 2    | Hexentanz                         | 13. Apr. 2003    | 529   | Markus Stromiedel                          | René Heisig              | |
| 3    | Sonne und Sturm                   | 02. Nov. 2003    | 545   | Fred Breinersdorfer                        | Thomas Jauch             | |
| 4    | Heimspiel                         | 29. Feb. 2004    | 559   | Orkun Ertener                              | Thomas Jauch             | |
| 5    | Märchenwald                       | 24. Okt. 2004    | 576   | Martina Mouchot, Orkun Ertener             | Christiane Balthasar     | |
| 6    | Dunkle Wege                       | 16. Jan. 2005    | 586   | Thorsten Näter, Susanne Schneider          | Christiane Balthasar     | |
| 7    | Atemnot                           | 23. Okt. 2005    | 611   | Thorsten Näter, Verena Mahlow              | Thomas Jauch             | |
| 8    | Schwarzes Herz                    | 22. Jan. 2006    | 621   | Fabian Thaesler                            | Thomas Jauch             | |
| 9    | Pauline                           | 24. Sep. 2006    | 640   | Martina Mouchot                            | Niki Stein               | Deutscher Fernsehpreis 2007 (Beste Schauspielerin) an Maria Furtwängler                                  |
| 10   | Das namenlose Mädchen             | 15. Apr. 2007    | 663   | Khyana El Bitar und Matthias Keilich       | Michael Gutmann          | Deutscher Fernsehpreis 2007 (Beste Schauspielerin) an Maria Furtwängler                                  |
| 11   | Wem Ehre gebührt                  | 23. Dez. 2007    | 684   | Angelina Maccarone                         | Angelina Maccarone       | Folge wird nicht wiederholt: Nach der Ausstrahlung kam es zu Protestaktionen der Aleviten in Deutschland |
| 12   | Erntedank e. V.                   | 30. Mär. 2008    | 693   | Angelina Maccarone                         | Angelina Maccarone       | |
| 13   | Salzleiche                        | 16. Nov. 2008    | 711   | Johannes W. Betz und Max Eipp              | Christiane Balthasar     | |
| 14   | Das Gespenst                      | 15. Mär. 2009    | 726   | Stefan Dähnert                             | Dror Zahavi              | |
| 15   | … es wird Trauer sein und Schmerz | 15. Nov. 2009    | 747   | Astrid Paprotta                            | Friedemann Fromm         | |
| 16   | Vergessene Erinnerung             | 31. Jan. 2010    | 755   | Dirk Salomon und Thomas Wesskamp           | Christiane Balthasar     | Letzter Auftritt von Ingo Naujoks als Martin Felser                                                      |
| 17   | Der letzte Patient                | 31. Okt. 2010    | 778   | Astrid Paprotta                            | Friedemann Fromm         | |
| 18   | Mord in der ersten Liga           | 20. Mär. 2011    | 794   | Harald Göckeritz                           | Nils Willbrandt          | |
| 19   | Schwarze Tiger, weiße Löwen       | 11. Dez. 2011    | 820   | Ulrike Molsen                              | Roland Suso Richter      | |
| 20   | Wegwerfmädchen                    | 09. Dez. 2012    | 853   | Stefan Dähnert                             | Franziska Meletzky       | 1. Teil einer Doppelfolge                                                                                |
| 21   | Das goldene Band                  | 16. Dez. 2012    | 854   | Stefan Dähnert                             | Franziska Meletzky       | 2. Teil einer Doppelfolge                                                                                |
| 22   | Der sanfte Tod                    | 07. Dez. 2014    | 925   | Alexander Adolph                           | Alexander Adolph         | |
| 23   | Spielverderber                    | 22. Nov. 2015    | 963   | Hartmut Schoen, Susanne Schneider          | Hartmut Schoen           | |
| 24   | Taxi nach Leipzig                 | 13. Nov. 2016    | 1000  | Alexander Adolph                           | Alexander Adolph         | 1000. Tatort-Folge, gemeinsam mit Klaus Borowski                                                         |
| 25   | Der Fall Holdt                    | 05. Nov. 2017    | 1034  | Jan Braren                                 | Anne Zohra Berrached     | Letzter Fall in Hannover                                                                                 |
| 26   | Das verschwundene Kind            | 03. Feb. 2019    | 1083  | Franziska Buch, Stefan Dähnert, Jan Braren | Franziska Buch           | Erster Fall in Göttingen. Erste Folge mit Anaïs Schmitz                                                  |
| 27   | Krieg im Kopf                     | 29. Mär. 2020    | 1126  | Christian Jeltsch                          | Jobst Christian Oetzmann | |
| 28   | National feminin                  | 26. Apr. 2020    | 1130  | Daniela Baumgärtl, Florian Oeller          | Franziska Buch           | |
| 29   | Alles kommt zurück                | 26. Dez. 2021    | 1183  | Uli Brée                                   | Detlev Buck              | Gastauftritt von Udo Lindenberg, ohne Anaïs Schmitz                                                      |
| 30   | Die Rache an der Welt             | 9. Okt. 2022     | 1212  | Daniel Nocke                               | Stefan Krohmer           | |
| 31   | Geisterfahrt                      | 11. Feb. 2024    | 1261  | Stefan Dähnert, Christine Hartmann         | Christine Hartmann       | Letzter Fall mit der Figur Anaïs Schmitz im Team mit Charlotte Lindholm.                                 |